# 週刊BS-TBS報道部
週刊BS-TBS報道部（しゅうかんビーエス・ティービーエスほうどうぶ）は、2013年4月7日から2015年3月29日まで放送されていたBS-TBSの報道・教養番組である。

## 概要
この番組の源流は「サンデースコープ」（2010年度放送）で、これを2011年度から2年間は「NEWS21 サタデースコープ」と、経済に特化した「NEWS21 サンデースコープ経済版」に分けて放送していた。これを発展解消し、2年ぶりに統合して日曜日の21時から23時の2時間生放送としてグレードアップした。司会陣はこれら前身番組から続投する形で担当している。なお、毎月最終土曜日の正午に、この番組で放送した特集を再構成したものを放送する「ニュースの焦点・次の世代へ」が毎月1回放送されている。
今、日本が直面している課題を真正面から捉えて、問題の核心に迫る報道番組。「より深く。そして、次の世代へ」が番組のコンセプトとなっている。
2014年11月16日の放送では、沖縄県知事選挙の開票状況を伝えるため、「沖縄県知事選スペシャル」と題し、スタート時間を午後8時からに繰り上げた3時間スペシャルとして放送された。
2015年春の改編で本番組は終了し、4月からは毎週土曜日午後9時から「週刊報道 Bizストリート」が、毎週日曜日午後9時からは「週刊報道 LIFE」がそれぞれスタートし、「NEWS21サタデースコープ」と「NEWS21 サンデースコープ経済版」終了以来、約2年ぶりに土日にニュース枠が分割される。
なお、「次の世代へ」という番組のコンセプトは、「週刊報道 LIFE」にも引き継がれる。

## 主なコーナー
- 「トップストーリー」 - 今週の注目すべきニュースを深く掘り下げ、取材や記者・有識者の解説を通し「今そこにある課題」を見つけ出そうとする。
- 「未来ビジョン」 - 「次の世代」へ向かって「待ったなし」となっている課題や問題点とその解決策を取材を通して考える。
- 「ちょっといい話・気になる話」 - 街で見つけたちょっとした心の温まる話を紹介する。
- 「生井俊重の週刊経済ラウンドアップ」→「生井俊重の経済ラウンドアップ」(2014年10月12日～)
- 「堤伸輔 世界を読み砕く」(2014年10月5日～)
- 「この国に生きる」 - 「サンデースコープ」（第1期）から続くインタビューシリーズ。毎回ある一つのテーマについて街頭での市民インタビューでつづる。
- 「列島3000キロ」 - 同じく「サンデースコープ」（第1期）から続くコーナー。JNN加盟28放送局が、各地の四季の話題・風土などを取材して紹介する映像の歳時記。
- 「今週の現代史」 - エンディング。過去に番組が放送されている日と同じかあるいは近い日に起きた重大ニュースのVTRを流すコーナー。杉尾によるお別れの挨拶のあとに放送され、VTR明けには「次の世代へ・・・」(その後「次の世代へー」、2014年4月からは、フォントが丸ゴシックから太明朝に変わったうえで「次 の 世 代 へ」となる)というテロップが情報カメラの映像とともに表示され、その後提供クレジットが挿入されて番組が終了する。

## 出演
- 総合司会 - 杉尾秀哉（TBS報道局）、岡村仁美（TBSアナウンサー）
- コメンテーター - 生井俊重、堤伸輔(国際情報誌「フォーサイト」元編集長、2014年10月5日～、以降、生井と共に週替わりで出演)
- スペシャルコレスポンデント（不定期コメンテーター） - 松原耕二
- 「この国に生きる」インタビュアー - 古沢真紀、執行真希（月替わりで「ニュースの焦点・次の世代へ」メインキャスターも担当・エンディングではディレクターとしてクレジットされている）

## テーマソング
- 葉加瀬太郎 ♪（作曲）「History of the future」

演奏：古澤巌
2013年7月14日の放送では、杉尾による古澤へのインタビューと、レコーディング風景がフルコーラスで放送された他、この曲が収録されたCDアルバムの視聴者プレゼントがあった。なお、レコーディング風景の一部は、番組のオープニングタイトルに使用されている。

## スタッフ
- TD：梶谷美保
- カメラ：小川信也、高橋俊幸
- 音声：石鍋邦広
- VE：後藤静香
- 美術：飯田稔
- TK：アン・TIME
- 宣伝：名塚豊
- メイク：アーツ
- スタイリスト：プラニーアオ、ティーシークレオ
- 編集：エフエフ東放
- 音楽：日音
- AD：清水澄、平田絢子、小野夏望、青木絵未梨、初谷俊正
- ディレクター：渡会敏之、小潟貢司、石川瑞紀、三澤太嘉志、澤田晃、多田裕貴、両坂省吾、執行真希、古沢真紀、鈴木香里、細川茂樹、飛松寛奈
- チーフディレクター：竹澤英敏
- プロデューサー：山口恩門、初瀬川啓太
- スペシャルコレスポンデント：松原耕二
- 制作プロデューサー：真木明
- 制作協力：TBSテレビ、JNN各局
- 製作著作：BS-TBS